# Dorfängerbach
Der Dorfängerbach ist ein etwa 4,2 km langer rechter Zufluss des Lech im Landkreis Landsberg am Lech in Oberbayern.

## Oberlauf
Der Dorfängerbach entspringt zwischen Stoffen und Ummendorf auf der Lechhochterrasse in 663 m Höhe.

## Verlauf
Der Dorfängerbach verläuft zunächst südlich in einem großen Bogen um und durch den Ort Stoffen, bevor er nordwestnördlich durch Ackerland fließt und kurz die Grenze zwischen der Gemeinde Pürgen und der Stadt Landsberg bildet.
Schließlich erreicht der Dorfängerbach den Pößinger Wald, in diesem wird er zu einem etwa 0,3 ha großen See mit Überflusswehr aufgestaut.
Danach fließt der Dorfängerbach durch die Teufelsküche, bevor er auf 593 m ü. NHN von rechts in den Lechstausee der Lechstaustufe 15 – Landsberg mündet.
Der etwa 4,2 km lange Bach mündet etwa 70 Höhenmeter unter dessen Ursprung und hat damit ein mittleres Sohlgefälle von etwa 17 ‰.